# Zoophthora miridis
Zoophthora miridis är en svampart som beskrevs av Balazy & Mietk. 1993. Zoophthora miridis ingår i släktet Zoophthora och familjen Entomophthoraceae.   Inga underarter finns listade i Catalogue of Life.